# Mitinha neri
Mitinha neri is een vliegensoort uit de familie van de Mythicomyiidae. De wetenschappelijke naam van de soort werd voor het eerst geldig gepubliceerd in 2014 door Rafael en Limeira-de-Oliveira.